# Sagron Mis
Sagron Mis (Sagrón in primierotto; Sagraun in tedesco) è un comune italiano di 176 abitanti della provincia autonoma di Trento in Trentino-Alto Adige.
Fa parte del Primiero e si estende sull'alta valle del Mis, ed è l'unico comune trentino appartenente al bacino idrografico del Piave.

## Geografia fisica
Sagron Mis è il comune più orientale della provincia di Trento. Il territorio si estende sul versante sudoccidentale dell'alta valle del Mis, affluente di destra del Cordevole. È quindi l'unico comune trentino ad appartenente al bacino idrografico del Piave, nonché quello più distante dal capoluogo Trento (108 km) e più vicino a Belluno (49 km). Per quanto riguarda i corsi d'acqua, il Mis scorre ad ovest al confine col Veneto, con il Comune di Gosaldo (BL) il rio Pezzea invece scorre ad est, segnando anch'esso il confine con il Veneto confinando col Parco nazionale delle Dolomiti Bellunesi (BL). Il rio Cigala scorre sotto l'abitato di Sagron, mentre il rio Bastia scorre tra l'abitato di Mis e quello di Sagron.
Gli abitati sono dominati a nordest dai contrafforti meridionali delle Pale di San Martino (sottogruppo della Croda Granda, con la cima d'Oltro, 2.397 m, le Rocchette, 2.309 m, e il monte Feltraio 2.295 m), mentre a sud si innalza il Gruppo del Cimonega con il Piz di Sagron (2.486 m, l'altitudine massima).
L'altitudine minima è di 730 m e si riscontra sul fondo della valle del Mis, presso il confine con Gosaldo.

## Origini del nome
Sagron (da confrontare con la bellunese Gron, frazione di Sospirolo) potrebbe essere un composto di sa ("su a") e (a)grón, derivato forse da acer, aceris "acero" o, in alternativa, da acer, acris "aguzzo".
Mis trae il nome dall'omonimo corso d'acqua, a sua volta di probabile origine prelatina.

## Storia
La storia dell'insediamento umano in questo comune ha origini recenti: sino al XVI secolo infatti il territorio era completamente coperto da boschi, in seguito abbattuti dai carbonai.
Gli ampi pascoli ottenuti permisero la formazione di masi agricoli e di alcuni nuclei abitativi sparsi, molti dei quali tutt'oggi presenti, sul finire del Cinquecento.
All'inizio del Seicento, fu costruita la prima chiesa nella frazione di Marcoi, a quei tempi, l'unica assieme alla chiesa di Tiser nel fondovalle, nel Comune di Gosaldo (BL).
Più tardi, alle tradizionali attività contadine si affiancarono quelle estrattive, grazie alle miniere di oro, mercurio, solfuro e cinabro, tuttavia lo sviluppo della zona fu sempre ostacolato dall'isolamento e dalle scomode vie di comunicazione.
Nell'Ottocento l'economia agricola depressa e l'esaurimento delle miniere costrinsero molti abitanti ad abbandonare la loro terra per cercare lavoro altrove (soprattutto in Francia e nelle Americhe). La principale attività esportata dagli emigranti in Europa fu l'artigianato della sedia e i suoi lavoratori, in dialetto careghete, riuscivano a comunicare tra loro attraverso un idioma di loro invenzione, conosciuto anche dai seggiolai di Gosaldo: lo scabelament dei conza. Nel secondo dopoguerra l'emigrazione stagionale si indirizzò verso i cantieri della Svizzera per la costruzione delle grandi opere.

### Simboli
Lo stemma ed il gonfalone sono stati approvati con delibera della Giunta Provinciale di Trento n° 3912 del 13 aprile 1990.
Lo stemma riporta alcuni simboli che rimandano alla storia e alla cultura del comune: in alto a sinistra, la chiesetta è quella della Madonna di Caravaggio ai Marcoi, attorno alla quale si formò un primo centro abitato; in alto a destra, la seggiola ricorda la tipica attività dei careghete; in basso i due dischi alludono alle due frazioni principali, Sagron e Mis, unite in una medesima comunità; l'alternarsi dei colori bianco-argento e verde ricorda le nevi invernali e la natura estiva.
Il gonfalone è un drappo rettangolare trinciato di verde e di bianco.

## Monumenti e luoghi d'interesse

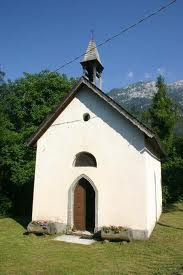
La chiesetta della Madonna di Caravaggio

- Chiesa della Madonna di Loreto. È un edificio del 1630 e riedificato, dopo l'incendio del 1793, tra il 1795 e il 1807. Nel 1954 il campanile fu dotato di quattro campane realizzate dalla fonderia Colbachini di Bassano del Grappa.
- Chiesetta della Madonna di Caravaggio. Ai Marcoi, località a sud di Sagron, vi è la chiesetta della Madonna di Caravaggio, primo edificio religioso del comune. L'attuale costruzione risale al 1810.
- In località Scudelina si trova un capitello votivo dedicato a Sant'Antonio da Padova (1856), luogo di transito per i lavoratori delle vicine miniere.
- Chiesa della Madonna delle Grazie, eretta nel 1901 a Mis.

Il comune ha inoltre parecchi casolari ed edifici di particolare interesse nei prati dell'alta valle del Mis.

### Aree naturali
Il paese si trova in una conca isolata tra il Parco Naturale Paneveggio-Pale di San Martino e il Parco Nazionale delle Dolomiti Bellunesi.
Nel territorio comunale, per la frazione di Matiuz e vicino al Piz de Sagron, passa l'Alta via n. 2 che da Bressanone conduce a Feltre.

## Società

### Evoluzione demografica
Abitanti censiti

### Religione
Dal punto di vista ecclesiastico, il comune coincide con la parrocchia di Sagron, compresa nel decanato del Primiero e con sede nella chiesa della Madonna di Loreto. L'edificio fu elevato a parrocchiale il 15 aprile 1919 e in precedenza era una cappella dipendente dalla parrocchia di Fiera di Primiero.

## Geografia antropica

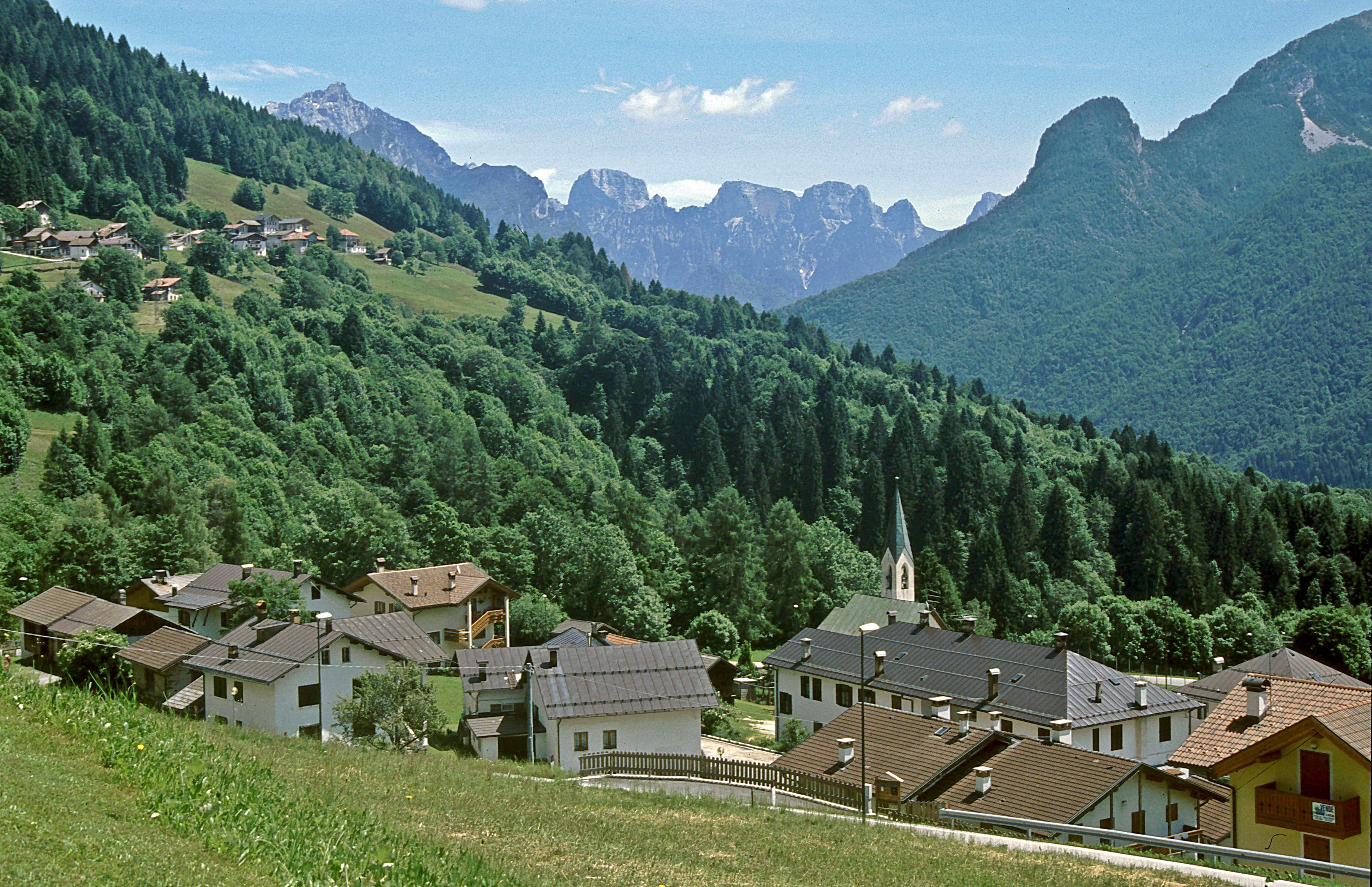
Vista di Mis di Mezzo con la chiesa della Madonna delle Grazie.

Mis (101 ab.) ospita l'ufficio postale. Ha una fisionomia poco compatta, articolandosi nei tre nuclei di Sopra (1.140 m), di Mezzo (1.088 m) e di Sotto (1.039 m) distesi su una conca prativa in prossimità della strada statale 347 del Passo Cereda e Passo Duran.
Sagron (60 ab., 1.062 m) è invece più raccolta ed è arroccata su un colle alla destra del torrente Mis. Vi si trovano la casa comunale e la parrocchiale.
Ai due centri principali si aggiungono altri minuscoli borghi: Matiuz (1.201 m), che domina Sagron da ovest; Pante (1.025 m), che si trova invece a valle del capoluogo; Marcoi (941 m) localizzato ancora più a est.

## Amministrazione
| Periodo           | Periodo           | Primo cittadino      | Partito      | Carica  | Note   |
| ----------------- | ----------------- | -------------------- | ------------ | ------- | ------ |
| 14 giugno 1985    | 5 giugno 1995     | Mario Daldon         | DC           | sindaco | [ 10 ] |
| 5 giugno 1995     | 17 maggio 2010    | Valentino Guadagnini | lista civica | sindaco | [ 11 ] |
| 17 maggio 2010    | 22 settembre 2020 | Luca Gadenz          | lista civica | sindaco | [ 12 ] |
| 22 settembre 2020 | in carica         | Marco De Paoli       | lista civica | sindaco |        |